# František Wende
František Wende, auch Franz Wende, (* 3. Juni 1904 in Freiheit; † 1968 in Bad Harzburg) war ein tschechoslowakischer Skispringer und Nordischer Kombinierer. Er gewann zwei Bronzemedaillen bei Nordischen Skiweltmeisterschaften.

## Werdegang
Wende wuchs als Sohn eines Böttchers auf und zeigte schon früh Interesse am damals noch relativ neuen Skisport. Von 1924 bis 1928 nahm er viermal an Nordischen Skiweltmeisterschaften bzw. Olympischen Winterspielen teil. Bei den Olympischen Winterspielen 1924 in Chamonix trat Wende als Skispringer an und sprang von der Normalschanze auf den 10. Platz. Zu den Nordischen Skiweltmeisterschaften 1925 startete Wende als Springer und Kombinierer. In der Kombination wurde er Vierter und im Springen von der Normalschanze gewann er hinter seinem Landsmann Wilen Dick und dem Norweger Henry Ljungmann die Bronzemedaille. Auch zwei Jahre später in Cortina d’Ampezzo trat er bei den Nordischen Skiweltmeisterschaften 1927 an. Dabei gewann er im Einzel der Nordischen Kombination hinter seinen Landsleuten Rudolf Burkert und Otakar Německý die Bronzemedaille. Im Springen von der Normalschanze wurde er am Ende Fünfter. Bei den Olympischen Winterspielen 1928 in St. Moritz gehörte Wende erneut zum Aufgebot und startete im Einzel der Nordischen Kombination. Dabei verpasste er jedoch die Wertungsränge und schied aus. Neben seinen internationalen Erfolgen erzielte er auch mehrere Siege bei nationalen Meisterschaften. Nach seiner aktiven Karriere war Wende im Winter in Špindlerův Mlýn als Skilehrer tätig und im Sommer zunächst in Janské Lázně und Špindlerův Mlýn als Tennislehrer, später auch in Bad Harzburg in Deutschland, wohin er übersiedelte. Dort verstarb er im Jahr 1968.